# Antiblemma catenosa
Antiblemma catenosa är en fjärilsart som beskrevs av Achille Guenée 1852. Antiblemma catenosa ingår i släktet Antiblemma och familjen nattflyn. Inga underarter finns listade i Catalogue of Life.